# PGAツアー
PGAツアー（英語: PGA Tour、関係者は "PGA TOUR" と表記）は、アメリカ合衆国及び北米における男子プロゴルフツアーを運営する団体、およびこの団体が運営するツアートーナメントの名称。
1968年、ツアー運営のため全米プロゴルフ協会（英語: PGA of America）から独立し、1975年に団体名称を「PGAツアー (PGA TOUR)」とした。クラブプロ、レッスンプロなどが所属する全米プロゴルフ協会に対し、PGAツアーにはツアープロが所属する。
なお、この団体が運営する基幹ツアートーナメントの名称も「PGAツアー」であり、他にシニア向けの「PGAツアーチャンピオンズ」、PGAツアーの下部（育成目的）ツアーにあたる「コーンフェリーツアー」の運営も行っている。フロリダ州ジャクソンビル 南東郊外のポンテ・ベドラ・ビーチに本部がある。

## 概要
ツアーとしては1月のザ・セントリーから9月のザ・ツアーチャンピオンシップ（ツアー選手権）までの期間が全体1シーズンとなり、当年度の賞金王やフェデックスカップ総合優勝を決める。
シーズン途中で、ライダーカップ（奇数年に1回）、プレジデンツカップ（偶数年に1回）、メジャー選手権（マスターズ、全米オープン、全英オープン、全米プロの4大会）などの特別な大会が挟まれる。
ツアー選手権後はフェデックスカップフォールに突入し、フェデックスランク51位以下下位選手がシードを目指して争う。

### シード権
PGAツアーでは、各シーズン終了時のフェデックスカップランク上位125人に、来シーズンのPGAツアーシード権（ツアーカード）が与えられる。シード権保持者は、翌年のPGAツアー大会での予選出場がほぼ免除される。ただし、大会名に「invitationals」が付くいくつかの試合の場合、予選免除の特典は前年の上位70人にのみ適用される。126位から150位までの選手は、シード権を持つ選手が各大会に出場しない場合の予備選手として、条件付きシード権を受け取る。 
PGAツアーでの試合に優勝すると、2-5年間のシード権が与えられる。シグネチャー大会やツアー選手権での優勝が3年間、メジャー大会とプレーヤーズ選手権での優勝が5年間、その他の大会での優勝が2年である。 このシード権の保持年数は、優勝した回数分だけ加算される。更に、ツアーで20勝し、かつ通算15年以上ツアーメンバーを務めた選手には、PGAツアーから永久シード権が与えられる。
PGAツアーの下部ツアーに当たるコーン・フェリーツアー（前：ウェブドットコムツアー）でも毎年トーナメントを行っている。下部ツアーの出場資格を得て、同ツアーで年間ランク25位以上、またはファイナルズで25位以上に入った選手は、翌年のPGAツアーのシード権を得る。 また、暦年ベースでコーンフェリーツアーで3勝すると、その年の残り試合と翌年のPGAツアーシード権を得る "パフォーマンスプロモーション"という制度がある。

### 2013年の改革
これまで1年間のツアー競技は暦年制で1月から始まり、9月にプレーオフシリーズが終わると、賞金ランキング上位のシード枠の争いなどの「フォールシリーズ」が11月まで続いてきたが、このフォールシリーズに相当する分を新年度の開幕節として開催させることによって、2014年度のシーズンから前年の10月開始から当年の9月までの1年間周期とする方式を採用する。これは9月のプレーオフシリーズで前年度のシーズンを終えることで、年間最優秀選手賞と、賞金王「アーノルド・パーマー賞」、フェデックス杯のそれぞれの授賞式が同時にできることで話題性を持たせ、ツアーの活性化につなげるとしている。
また、下部ツアー（コーン・フェリーツアー）の活性化を図る。これまでレギュラーツアーに進出するには下部ツアーでの賞金ランキング、またはクオリファイングスクールの上位入賞のいずれかをクリアしなければいけないが、Qスクールの好成績者がすぐレギュラーツアーに参加するとビジネス的なデメリットも出てしまうということで、魅力が劣ることから、Qスクールを下部ツアーの上位入賞争いの場と位置づけ、下部ツアーで成績が良ければレギュラーツアー昇格、更にレギュラーツアーのシード喪失選手や下部ツアーでシード権を得られなかった選手を対象として、レギュラーツアーシード権をかけた入れ替え戦を行うとしている。実力のある新人選手でも、少なくとも1年間は下部ツアーを経験しなければいけないという形となった。
ただし、2015年の岩田寛のように下部ツアーに参加しなくても別の手段でPGAツアーや世界ゴルフ選手権に出場して賞金を獲得し、当時のウェブドットコムツアーファイナルの出場資格を得て、上位入賞しPGAツアー出場権を獲得する手段もある。

### 2018年の再改革
さらに、2018年-2019年シーズンのツアーから、年間賞金王をわかりやすくすることになった。
まず、フェデックスカップのシリーズ構成大会を4大会から3大会に減らし、出場者を同ランキングの上位125人にする。さらにフェデックスカップ前のランキング上位10人に対して、「ウィンダム・リワードTOP10」として、その当時のランキングに応じてボーナス賞金が支給される。総額1000万ドル、1位選手には200万ドル、2位150万ドル、3位120万ドル…10位にも50万ドルがそれぞれ与えられる。
フェデックスカップは前述のとおり4大会から、デルテクノロジーズ選手権が廃止され3大会に変更され、初戦・ノーザントラストから2戦目（旧3戦目）のBMW選手権への出場者が従来の125人から上位70人（それまでの2戦目・デルテクノロジーズ選手権へは100人）にカットされる。しかし、その分、これらのフェデックスカップでのポイント獲得は通常の4倍が与えられるため、対象125人の下位の選手にも次の試合への出場資格獲得につながる可能性が十分に生まれる可能性がある。
さらに、ツアー選手権は年間王者（賞金王）決定戦の位置づけであるが、それまではツアー選手権の優勝者と年間賞金王が異なるケースが多く、ファンや選手から違和感を覚えるという意見も相次いだため、ツアー選手権はフェデックスカップランキングに応じて、BMW 選手権終了時の1位に10アンダー、2位8アンダー、3位7アンダー…26-30位イーブンというようにあらかじめ成績に応じたハンディキャップを与えるところからスタートし、ツアー選手権で優勝した選手がそのまま賞金王（年間王者）となる仕組みとなった。

### 2023年の再改革
ツアーの開幕戦を2017年シーズン以来となる1月開幕に戻し、2023シーズンよりプレーオフ出場選手を70名に減らし、セントジュード選手権終了後のポイントランク50名に来季出場権とザ・セントリー出場権を与える。
さらに7試合からなるフェデックスフォールを新設。ポイントランキング51位以下の選手に対する、新シーズンの出場資格順位のランクアップを目的としたもので、フォールシーズンを復活させたものである。

## 主な大会
- ザ・セントリー
- ソニーオープン・イン・ハワイ
- ザ・アメックス
- ファーマーズ・インシュランス・オープン
- WMフェニックスOP
- AT&Tペブルビーチプロアマ
- ジェネシス招待
- メキシコ・オープン
- ザ・ホンダ・クラシック
- プエルトリコ・オープン
- ザ・プレーヤーズ
- バルスパー選手権
- アーノルド・パーマー招待
- コレール・プンタカナGR&C選手権
- マスターズ
- RBCヘリテージ
- テキサスOP
- チューリッヒ・クラシック
- ウェルズ・ファーゴ選手権
- 全米プロゴルフ選手権
- バイロン・ネルソン
- チャールズ・シュワブ・チャレンジ
- メモリアル・トーナメント
- カナディアンOP
- 全米オープン
- ジョンディア・クラシック
- スコティッシュ・オープン
- 全英オープン
- バーバソル選手権
- 3Mオープン
- ロケット・モーゲージ・クラシック
- バラクーダ選手権
- ウィンダム選手権

フェデックスプレーオフ
- フェデックス・セントジュード選手権
- BMW選手権
- ザ・ツアーチャンピオンシップ

フェデックスカップフォール
- フォーティネット選手権
- サンダーソン・ファームズ選手権
- シュライナーズOP
- ZOZO CHAMPIONSHIP
- バミューダ選手権
- WWT選手権
- ヒューストン・オープン
- RSMクラシック

## 歴代賞金王と最多勝利者
その年度の賞金ランキング1位にはアーノルド・パーマー賞が授与される。
| 年度   | 賞金王                       | 獲得賞金 ($)    | 最多勝利                                                                                      |
| ------ | ---------------------------- | --------------- | --------------------------------------------------------------------------------------------- |
| 2024年 | スコッティ・シェフラー (3/3) | 29,228,357      | 7: スコッティ・シェフラー                                                                     |
| 2023年 | スコッティ・シェフラー (2/3) | 21,014,342      | 4: ジョン・ラーム                                                                             |
| 2022年 | スコッティ・シェフラー (1/3) | 14,046,910      | 4: スコッティ・シェフラー                                                                     |
| 2021年 | ジョン・ラーム               | 7,705,933       | 4: パトリック・カントレー                                                                     |
| 2020年 | ジャスティン・トーマス (3/3) | 7,344,040       | 3: ダスティン・ジョンソン, ジャスティン・トーマス                                             |
| 2019年 | ブルックス・ケプカ           | 9,684,006       | 3: ブルックス・ケプカ, ローリー・マキロイ                                                     |
| 2018年 | ジャスティン・トーマス (2/3) | 8,694,821       | 3: ブライソン・デシャンボー, ダスティン・ジョンソン, ジャスティン・トーマス, バッバ・ワトソン |
| 2017年 | ジャスティン・トーマス (1/3) | 9,921,560       | 5: ジャスティン・トーマス                                                                     |
| 2016年 | ダスティン・ジョンソン       | 9,365,185       | 3: ジェイソン・デイ, ダスティン・ジョンソン                                                   |
| 2015年 | ジョーダン・スピース         | 12,030,465      | 5: ジェイソン・デイ, ジョーダン・スピース                                                     |
| 2014年 | ローリー・マキロイ (2/2)     | 8,280,096       | 3: ローリー・マキロイ, ジミー・ウォーカー                                                     |
| 2013年 | タイガー・ウッズ (10/10)     | 8,553,439       | 5: タイガー・ウッズ                                                                           |
| 2012年 | ローリー・マキロイ (1/2)     | 8,047,952       | 4: ローリー・マキロイ                                                                         |
| 2011年 | ルーク・ドナルド             | 6,683,214       | 2: 7 players (note 1)                                                                         |
| 2010年 | マット・クーチャー           | 4,910,477       | 3: ジム・フューリク                                                                           |
| 2009年 | タイガー・ウッズ (9/10)      | 10,508,163      | 6: タイガー・ウッズ                                                                           |
| 2008年 | ビジェイ・シン (3/3)         | 6,601,094       | 4: タイガー・ウッズ                                                                           |
| 2007年 | タイガー・ウッズ (8/10)      | 10,867,052      | 7: タイガー・ウッズ                                                                           |
| 2006年 | タイガー・ウッズ (7/10)      | 9,941,563       | 8: タイガー・ウッズ                                                                           |
| 2005年 | タイガー・ウッズ (6/10)      | 10,628,024      | 6: タイガー・ウッズ                                                                           |
| 2004年 | ビジェイ・シン (2/3)         | 10,905,166      | 9: ビジェイ・シン                                                                             |
| 2003年 | ビジェイ・シン (1/3)         | 7,573,907       | 5: タイガー・ウッズ                                                                           |
| 2002年 | タイガー・ウッズ (5/10)      | 6,912,625       | 5: タイガー・ウッズ                                                                           |
| 2001年 | タイガー・ウッズ (4/10)      | 5,687,777       | 5: タイガー・ウッズ                                                                           |
| 2000年 | タイガー・ウッズ (3/10)      | 9,188,321       | 9: タイガー・ウッズ                                                                           |
| 1999年 | タイガー・ウッズ (2/10)      | 6,616,585       | 8: タイガー・ウッズ                                                                           |
| 1998年 | デビッド・デュバル           | 2,591,031       | 4: デビッド・デュバル                                                                         |
| 1997年 | タイガー・ウッズ (1/10)      | 2,066,833       | 4: タイガー・ウッズ                                                                           |
| 1996年 | トム・レーマン               | 1,780,159       | 4: フィル・ミケルソン                                                                         |
| 1995年 | グレッグ・ノーマン (3/3)     | 1,654,959       | 3: リー・ジャンセン, グレッグ・ノーマン                                                       |
| 1994年 | ニック・プライス (2/2)       | 1,499,927       | 6: ニック・プライス                                                                           |
| 1993年 | ニック・プライス (1/2)       | 1,478,557       | 4: ニック・プライス                                                                           |
| 1992年 | フレッド・カプルス           | 1,344,188       | 3: ジョン・クック, フレッド・カプルス, デービス・ラブ3世                                      |
| 1991年 | コリー・ペイビン             | 979,430         | 2: 8 players (note 2)                                                                         |
| 1990年 | グレッグ・ノーマン (2/3)     | 1,165,477       | 4: ウェイン・レビ                                                                             |
| 1989年 | トム・カイト (2/2)           | 1,395,278       | 3: トム・カイト, スティーブ・ジョーンズ                                                       |
| 1988年 | カーティス・ストレンジ (3/3) | 1,147,644       | 4: カーティス・ストレンジ                                                                     |
| 1987年 | カーティス・ストレンジ (2/3) | 925,941         | 3: ポール・エイジンガー; カーティス・ストレンジ                                               |
| 1986年 | グレッグ・ノーマン (1/3)     | 653,296         | 4: ボブ・ツエー                                                                               |
| 1985年 | カーティス・ストレンジ (1/3) | 542,321         | 3: カーティス・ストレンジ, ラニー・ワドキンス                                                 |
| 1984年 | トム・ワトソン (5/5)         | 476,260         | 3: トム・ワトソン, デニス・ワトソン                                                           |
| 1983年 | ハル・サットン               | 426,668         | 2: 8 players (note 3)                                                                         |
| 1982年 | クレイグ・スタドラー         | 446,462         | 4: クレイグ・スタドラー, トム・ワトソン, カルバン・ピート                                     |
| 1981年 | トム・カイト (1/2)           | 375,699         | 4: ビル・ロジャース                                                                           |
| 1980年 | トム・ワトソン (4/5)         | 530,808         | 7: トム・ワトソン                                                                             |
| 1979年 | トム・ワトソン (3/5)         | 462,636         | 5: トム・ワトソン                                                                             |
| 1978年 | トム・ワトソン (2/5)         | 362,429         | 5: トム・ワトソン                                                                             |
| 1977年 | トム・ワトソン (1/5)         | 310,653         | 5: トム・ワトソン                                                                             |
| 1976年 | ジャック・ニクラス (8/8)     | 266,439         | 3: ベン・クレンショー, ジョニー・ミラー, ヒューバート・グリーン                               |
| 1975年 | ジャック・ニクラス (7/8)     | 298,149         | 5: ジャック・ニクラス                                                                         |
| 1974年 | ジョニー・ミラー             | 353,022         | 8: ジョニー・ミラー                                                                           |
| 1973年 | ジャック・ニクラス (6/8)     | 308,362         | 7: ジャック・ニクラス                                                                         |
| 1972年 | ジャック・ニクラス (5/8)     | 320,542         | 7: ジャック・ニクラス                                                                         |
| 1971年 | ジャック・ニクラス (4/8)     | 244,491         | 6: リー・トレビノ                                                                             |
| 1970年 | リー・トレビノ               | 157,037         | 4: ビリー・キャスパー                                                                         |
| 1969年 | フランク・ベアード           | 164,707         | 3: 4 players (note 4)                                                                         |
| 1968年 | ビリー・キャスパー (2/2)     | 205,169         | 6: ビリー・キャスパー                                                                         |
| 1967年 | ジャック・ニクラス (3/8)     | 188,998         | 5: ジャック・ニクラス                                                                         |
| 1966年 | ビリー・キャスパー (1/2)     | 121,945         | 4: ビリー・キャスパー                                                                         |
| 1965年 | ジャック・ニクラス (2/8)     | 140,752         | 5: ジャック・ニクラス                                                                         |
| 1964年 | ジャック・ニクラス (1/8)     | 113,285         | 5: トニー・レマ                                                                               |
| 1963年 | アーノルド・パーマー (4/4)   | 128,230         | 7: アーノルド・パーマー                                                                       |
| 1962年 | アーノルド・パーマー (3/4)   | 81,448          | 8: アーノルド・パーマー                                                                       |
| 1961年 | ゲーリー・プレーヤー         | 64,540          | 6: アーノルド・パーマー                                                                       |
| 1960年 | アーノルド・パーマー (2/4)   | 75,263          | 8: アーノルド・パーマー                                                                       |
| 1959年 | アート・ウォール・ジュニア   | 53,168          | 5: ジーン・リトラー                                                                           |
| 1958年 | アーノルド・パーマー (1/4)   | 42,608          | 4: ケン・ベンチュリー                                                                         |
| 1957年 | ディック・メイヤー           | 65,835          | 4: アーノルド・パーマー                                                                       |
| 1956年 | テッド・クロール             | 72,836          | 4: マイク・スーチャック                                                                       |
| 1955年 | ジュリアス・ボロス (2/2)     | 63,122          | 6: ケリー・ミドルコフ                                                                         |
| 1954年 | ボブ・トスキ                 | 65,820          | 4: ボブ・トスキ                                                                               |
| 1953年 | ルー・ウォーシャム           | 34,002          | 5: ベン・ホーガン                                                                             |
| 1952年 | ジュリアス・ボロス (1/2)     | 37,033          | 5: ジャック・バーク・ジュニア, サム・スニード                                                 |
| 1951年 | ロイド・マングラム           | 26,089          | 6: ケリー・ミドルコフ                                                                         |
| 1950年 | サム・スニード (3/3)         | 35,759          | 11: サム・スニード                                                                            |
| 1949年 | サム・スニード (2/3)         | 31,594          | 7: ケリー・ミドルコフ                                                                         |
| 1948年 | ベン・ホーガン (5/5)         | 32,112          | 10: ベン・ホーガン                                                                            |
| 1947年 | ジミー・デマレー             | 27,937          | 7: ベン・ホーガン                                                                             |
| 1946年 | ベン・ホーガン (4/5)         | 42,556          | 13: ベン・ホーガン                                                                            |
| 1945年 | バイロン・ネルソン (2/2)     | 63,336          | 18: バイロン・ネルソン                                                                        |
| 1944年 | バイロン・ネルソン (1/2)     | 37,968          | 8: バイロン・ネルソン                                                                         |
| 1943年 | No records kept              | No records kept | 1: サム・バード, ハロルド・マクスパデン, スティーブ・ワーガ                                   |
| 1942年 | ベン・ホーガン (3/5)         | 13,143          | 6: ベン・ホーガン                                                                             |
| 1941年 | ベン・ホーガン (2/5)         | 18,358          | 7: サム・スニード                                                                             |
| 1940年 | ベン・ホーガン (1/5)         | 10,655          | 6: ジミー・デマレー                                                                           |
| 1939年 | ヘンリー・ピカード           | 10,303          | 8: ヘンリー・ピカード                                                                         |
| 1938年 | サム・スニード (1/3)         | 19,534          | 8: サム・スニード                                                                             |
| 1937年 | ハリー・クーパー             | 14,139          | 8: ハリー・クーパー                                                                           |
| 1936年 | ホートン・スミス             | 7,682           | 3: ラルフ・ガルダール, ジミー・ハインズ, ヘンリー・ピカード                                   |
| 1935年 | ジョニー・レボルタ           | 9,543           | 5: ヘンリー・ピカード , ジョニー・レボルタ                                                    |
| 1934年 | ポール・ランヤン             | 6,767           | 7: ポール・ランヤン                                                                           |
| 1933年 |                              |                 | 9: ポール・ランヤン                                                                           |
| 1932年 |                              |                 | 4: ジーン・サラゼン                                                                           |
| 1931年 |                              |                 | 4: ウィフィー・コックス                                                                       |
| 1930年 |                              |                 | 8: ジーン・サラゼン                                                                           |
| 1929年 |                              |                 | 8: ホートン・スミス                                                                           |
| 1928年 |                              |                 | 7: ビル・メルホーン                                                                           |
| 1927年 |                              |                 | 7: ジョニー・ファレル                                                                         |
| 1926年 |                              |                 | 5: ビル・メルホーン, マクドナルド・スミス                                                     |
| 1925年 |                              |                 | 5: レオ・ディーゲル                                                                           |
| 1924年 |                              |                 | 5: ウォルター・ヘーゲン                                                                       |
| 1923年 |                              |                 | 5: ウォルター・ヘーゲン, ジョー・カークウッド・シニア                                         |
| 1922年 |                              |                 | 4: ウォルター・ヘーゲン                                                                       |
| 1921年 |                              |                 | 4: ジム・バーンズ                                                                             |
| 1920年 |                              |                 | 4: ジョック・ハッチソン                                                                       |
| 1919年 |                              |                 | 5: ジム・バーンズ                                                                             |
| 1918年 |                              |                 | 1: パトリック・ドイル, ウォルター・ヘーゲン, ジョック・ハッチソン                             |
| 1917年 |                              |                 | 2: ジム・バーンズ, マイク・ブレイディ                                                         |
| 1916年 |                              |                 | 3: ジム・バーンズ                                                                             |

Notes:
1. Players with 2 wins in 2011:  キーガン・ブラッドリー,  ルーク・ドナルド,  ウェブ・シンプソン,  スティーブ・ストリッカー,  ニック・ワトニー,  バッバ・ワトソン,  マーク・ウィルソン
2. Players with 2 wins in 1991:  ビリー・アンドレード,  マーク・ブルックス,  フレッド・カプルス,  アンドリュー・マギー,   コリー・ペイビン,  ニック・プライス,  トム・パーツァー,  イアン・ウーズナム
3. Players with 2 wins in 1983:  セベ・バレステロス,  ジム・コルバート,  マーク・マッカンバー,  ギル・モーガン,  カルバン・ピート,  ハル・サットン,  ラニー・ワドキンス,  ファジー・ゼラー
4. Players with 3 wins in 1969:  ビリー・キャスパー, レイモンド・フロイド,  デイヴ・ヒル,  ジャック・ニクラス

## テレビ中継

### アメリカ
アメリカ国内の場合は、決勝ラウンド後半部をCBSとNBCが放送。予選ラウンド全編と決勝ラウンド前半部はゴルフ・チャンネルが放映権を持つ。なお、メジャー大会の放映権はPGAツアーの管轄外で各大会の主催者が管轄する為後述する。
大まかな中継カレンダーは、CBSがNFL中継が一段落する1月下旬からシーズン終盤までの年間20試合ほどを生中継。NBCは（CBSが大学バスケ中継のため放送しない）2月末から4月初旬までの大会のほか、PGAの旗艦大会であるプレーヤーズ選手権を生中継する（5月開催だった時期もNBCが担当）。ゴルフ・チャンネルはメジャー大会の裏開催となる大会のほか、シーズン序盤から1月中旬までの試合が独占中継となる。世界ゴルフ選手権はこの中継カレンダーに則り各社が中継する。最終戦のツアー選手権を含むプレーオフ3試合は試合ごとにCBSとNBCで放映権を分担していたが、2022年よりNBCとCBSが年度ごとに中継を分担する。また、CBSとNBCの間で融通があり、NBCの冬季オリンピック中継時はCBSにて、CBSのスーパーボウル中継の際はNBCにて放送する。
なお、メジャー大会についてはマスターズと全米プロはCBSとESPN、全英オープンと全米オープンはNBCとゴルフチャンネルがそれぞれ担当する。また、ライダーカップとプレジデンツカップはNBCとゴルフチャンネルが放送する。
CBSの解説・実況
- ジム・ナンツ（英語版）（実況）
- ニック・ファルド（解説）
- ビル・マカティー（実況・全米プロ優勝者表彰インタビュアー）
- イアン・ベーカーフィンチ（解説）

NBC/ゴルフ・チャンネルの解説・実況
- ダン・ヒックス（英語版）（実況）
- ポール・エイジンガー（解説）

### 日本
日本国内ではNHK BS1とゴルフネットワークでほとんどの試合を放送している。予選ラウンドと決勝ラウンド前半はゴルフネットワークが生中継。決勝ラウンド後半はBS1が生中継し、ゴルフネットワークは録画放送（プレーヤーズ選手権、ツアー選手権（2010年まではほとんどの試合）は全日程前半のみ生中継）する。但し、ゴルフネットワークでも決勝ラウンドを生中継したり（BS1との並列放送となる）、全日程ゴルフネットワークでの独占中継となる事もある。また、世界ゴルフ選手権は全日程BS1で生中継し、地上波の総合テレビでも当日深夜にハイライト番組を放送、ゴルフネットワークは前半のみ生中継。
メジャー大会は、マスターズを除く3大会ではゴルフネットワークで、マスターズがTBS系列で、全英オープンはテレビ朝日系列でいずれも全日程生中継される。
かつては、日本におけるザ・ゴルフ・チャンネルでも一部の試合を放送していた（2012年にゴルフネットワークに統合されずに廃止）他、ソニーオープン・イン・ハワイは、2008年までフジテレビ系列で放送されていた。
NHKは世界ゴルフ選手権シリーズについては現地にスタッフ・アナウンサーを派遣させるが、通常は東京のスタジオから実況を行い、随時現地の取材記者のレポートを挿入しながら放送している。
NHK BS1に於けるPGAツアーの放送は、2023年12月に予定される、BS放送の再々編に伴う編成の見直し（2Kを現在の2つから1つに減らし、4Kを強化するなど）から、2022年11月21日放送の『ザ・RSMクラシック』の中継を以て終了し、31年間の歴史に幕を下ろした。
2023年1月からジャパネットたかた傘下のBSデジタル放送局であるBS10（旧BSJapanext）にて、31大会を無料放送（アプリでの配信を含む）することを2022年12月に発表した。番組は大正製薬の1社冠協賛による『大正製薬 Presents PGA TOUR TV Program PGAツアー2022-2023シーズン』と題され、日本時間日・月曜日早朝に生中継するほか、月曜日にはハイライト、並びに次回の試合の会場紹介や見どころを放送する「特別番組」も放送される。また、2019年からPGAツアーのインターネット配信をしてきたGOLFTV（ワーナー・ブラザース・ディスカバリー運営）がサービス終了することを2022年11月に発表したのに伴い、U-NEXTが日本国内の放映権を引き継ぎ、メジャー大会を除き独占ライブ配信することも2022年12月に発表した。
NHK BS1における出演者
- 佐渡充高（ゴルフライター）
- 田中泰二郎（プロゴルファー）
- レックス倉本（プロゴルファー・ゴルフライター）
- 現地滞在スポーツ部レポーター

実況
- 工藤三郎（嘱託→フリー）
- 秋山浩志（嘱託→フリー）
- 野地俊二
- 伊藤慶太
- 田中秀樹
- 鳥海貴樹他

BS10における出演者
- 佐渡充高

実況
- 工藤三郎

ゴルフネットワークにおける出演者
- 進藤大典（プロキャディ）
- 佐藤信人（プロゴルファー）
- 冨永浩（プロゴルファー）
- 沼澤聖一（プロゴルファー）
- タケ小山（プロゴルファー）

実況
- 薬師寺広
- 田中雄介
- 土居壮
- 河村太朗
- 若月弘一郎
- 杉澤伸章
- 秋山浩志